# 中世太子伝
中世太子伝（ちゅうせいたいしでん）とは、中世日本において、本来の聖徳太子の伝記に対する新たな解釈や創作によって派生した太子の伝記・伝承の類を指す。

## 概要
中世日本において、仏教を興隆させた聖徳太子に対する関心・信仰が高まり、『聖徳太子伝暦』をはじめとする太子の伝記資料の解釈・書写が盛んに行われた。こうした活動は太子ゆかりの四天王寺・法隆寺・橘寺などを活発に行われ、中には史実ではない事柄などが追加されて、太子の業績を顕彰することが行われた。代表的なものとしては、13世紀の四天王寺関係者による書写と推定される『聖徳太子御事』や暦仁元年（1238年）頃に法隆寺の顕真が著した『聖徳太子伝私記』、正和3年（1314年）に橘寺の法空が著した『聖徳太子平氏伝雑勘文』などがあげられる。また、これとは別に太子の業績を広く知らせるために太子の伝記を絵伝や絵解き台本などの形で作成された。代表的なものとしては、各種の『聖徳太子絵伝』や『正法輪蔵』などがあげられる。特に後者は浄土真宗において尊重され、その布教の場において活用された。更に『平家物語』や『太平記』には、聖徳太子によるものとされる「未来記」が登場したように、聖徳太子が政治的にも活用された背景には、太子伝や太子信仰の普及が背景にあったと考えられている。